# Marc Odenthal
Marc Odenthal (ur. 25 stycznia 1991) – niemiecki judoka. Olimpijczyk z Rio De Janeiro 2016, gdzie zajął siedemnaste miejsce w wadze średniej.
Uczestnik mistrzostw świata w 2013, 2014, 2017. Startował w Pucharze Świata w 2013 i 2018. Piąty na mistrzostwach Europy w 2013 roku.

## Letnie Igrzyska Olimpijskie 2016
| Konkurencja | Rundy eliminacyjne  | Klas. końcowa |
| Konkurencja | Przeciwnik I        | Miejsce       |
| ----------- | ------------------- | ------------- |
| 90 kg       | Mashu Baker (JPN) P | 17.           |